# Орж (Во)
Орж (фр. Orges) — громада  в Швейцарії в кантоні Во, округ Юра-Нор-Водуа.

## Географія
Громада розташована на відстані близько 70 км на захід від Берна, 31 км на північ від Лозанни.
Орж має площу 4 км², з яких на 5,9% дозволяється будівництво (житлове та будівництво доріг), 80,5% використовуються в сільськогосподарських цілях, 13,5% зайнято лісами, 0% не є продуктивними (річки, льодовики або гори).

## Демографія
2019 року в громаді мешкало 332 особи (+25,3% порівняно з 2010 роком), іноземців було 11,4%. Густота населення становила 83 осіб/км².
За віковим діапазоном населення розподілялося таким чином: 25,3% — особи молодші 20 років, 64,2% — особи у віці 20—64 років, 10,5% — особи у віці 65 років та старші. Було 136 помешкань (у середньому 2,4 особи в помешканні).
Із загальної кількості 132 працюючих 21 був зайнятий в первинному секторі, 41 — в обробній промисловості, 70 — в галузі послуг.